# バスク・オム
- 機動戦士Ζガンダム > 機動戦士Ζガンダムの登場人物 > バスク・オム
- 機動戦士ガンダム0083 STARDUST MEMORY > 機動戦士ガンダム0083 STARDUST MEMORYの登場人物 > バスク・オム

バスク・オム (Bask Om) は、テレビアニメ『機動戦士Ζガンダム』に登場する架空の人物。
キャラクターデザインは安彦良和。

## 人物
地球連邦軍の特殊部隊ティターンズの総司令官であり、階級は大佐。年齢は『機動戦士ガンダム0083 STARDUST MEMORY』では33歳、『機動戦士Ζガンダム』では37歳。
身長は2メートル近くあり、丸型のゴーグルを常用している。頭髪は完全に禿げ上がっており、企画書では放射線症の疑いがあると記述されている。
徹底したアースノイド至上主義者であり、平然とスペースノイドを蔑視する、一般市民（特にスペースコロニーの住民）を大量虐殺する、敵を射線上の友軍ごと攻撃するなど、徹底した卑劣漢として描かれている。同格の将校に対しても非常に傲慢な態度で接し、自身の作戦に意見した部下を殴り飛ばすこともある。
一年戦争時の負傷がもとで視覚障害を負い、ゴーグルの常用を余儀なくされたことが、スペースノイドへの憎悪を抱かせる原因になっている。一方、小説版『機動戦士Ζガンダム』ではブレックス・フォーラから「彼は政治家だ」「一年戦争さえ経験したことのない男」と評されており、一年戦争には参加していなかったか、前線での活躍がほとんど望めない部署にいたことを指摘されている。なお、『Ζガンダム』のパラレルワールドを描いた近藤和久の漫画『サイド ストーリー オブ ガンダム Ζ』ではジオン軍の捕虜となった際に受けた拷問が原因で半身不随となっており、このことがきっかけでジオン軍に憎悪を抱いたとされる。
戦後、ジャミトフ・ハイマンによってティターンズの設立が意図されると、当時の上官であるジョン・コーウェンの目を盗んでジャミトフを支持し、秘かな腹心として連邦内の勢力拡大に動く。ただし、これはジャミトフの思想に共感したわけではなく、自身の権勢欲を満たすためとスペースノイドを弾圧するための方便を得ようとしただけであり、ティターンズの実戦部隊の頂点に立つや、法も軍規も無視した暴走を開始する。やがて、サイド1の30バンチにて反連邦デモが発生すると、連邦政府の要請に応じる形で鎮圧に動き、同コロニー内へ毒ガス「G3」を注入して1,500万人もの住民を虐殺する30バンチ事件を引き起こした。この事件は報道管制を経て隠蔽され、以後の連邦政府はティターンズに恫喝される形で支配下に置かれていく。

## 劇中での活躍
『機動戦士Ζガンダム』では、ティターンズの総司令官としてエゥーゴと交戦する。ガンダムMk-IIを略奪したカミーユ・ビダンの両親を人質に取って死に至らしめる、中立を表明して非協力的なサイド2に対しては18バンチにグリプス2のコロニーレーザーを照射する、21バンチに「G3」を注入するなど、手段を選ばない姿勢を見せる。自身の暴走が原因で支持を失ったティターンズが連邦内での優遇を失うにつれ、さらなる暴言と暴走に走る独断専行の姿勢を強めたことは、政治的な窮地に立ったジャミトフに危惧と不満を抱かせており、彼がパプテマス・シロッコを登用したことは自身への牽制であると考え、対抗意識を燃やしている。
ジャミトフをシロッコに暗殺されて総司令官としての立場も失った後には、レコア・ロンドの駆るパラス・アテネの攻撃を受け、乗艦ドゴス・ギアと共に爆死する（なお、『劇場版 機動戦士ΖガンダムIII A New Translation -星の鼓動は愛-』ではドゴス・ギアを撃沈したのはヤザン・ゲーブル率いるハンブラビ隊、近藤和久の漫画版『機動戦士Ζガンダム』ではハマーン・カーンが駆るG-3になっている）。
小説版では、シロッコに謀殺される展開はなくコロニーレーザー攻防戦に参加し、エゥーゴに奪取されたコロニーレーザーの照射によって戦死した。作者の富野由悠季は、いつ自分が死んだのかすら分からないまま散ったバスクの最期を「考えようによっては幸せな事」と表現している。
『劇場版 機動戦士ΖガンダムII A New Translation -恋人たち-』では、ティターンズの将兵たちに「戦術の天才」と称されている。
OVA『機動戦士ガンダム0083 STARDUST MEMORY』では、当初こそコーウェンの麾下にあったが、気脈を通じていたジャミトフの指示で動いていたことが示唆されており、紛争終盤にはコーウェンの了承を得ずに彼の指揮下から離れ、ジャミトフから第1地球軌道艦隊司令代理の地位を与えられると、地球へ落下していくスペースコロニー「アイランド・イーズ」をソーラ・システムIIで破壊する指揮を執る。しかし、アナベル・ガトーらデラーズ・フリートによる妨害でコントロール艦を破壊されて失敗した結果、半ば私怨でソーラ・システムIIを再稼働させ、友軍艦隊もろともデラーズ・フリート残党を攻撃するという凶行に走る。
『コミックボンボン9月号増刊 夏休み増刊号』（講談社、1997年）掲載の高雄右京の漫画『機動戦士ガンダム ハウンド・チルドレン』では、宇宙世紀0080年に改装工事中のア・バオア・クーを襲撃するジオン軍残党のゲリラに対し、バスクがニュータイプの少年少女（カノン・シュミット曹長、アニタ・ウォン伍長、ショーン・ホワイト伍長）を差し向ける。その結果、ゲリラの撃退には成功したものの機体の損傷は激しく、バスクは失望する。これ以降、バスクによるゲリラ狩りは本格化し、そのゲリラ掃討部隊を母体としてティターンズが結成されたという展開になっている。

## 主な搭乗艦
デラーズ紛争
- サラミス改級巡洋艦「マダガスカル」
- マゼラン改（漫画『機動戦士ガンダム0083 REBELLION』）

グリプス戦役
- アレキサンドリア
- ブルネイ
- ドゴス・ギア

## 担当声優
- 郷里大輔 - テレビアニメ『機動戦士Ζガンダム』、OVA『機動戦士ガンダム0083 STARDUST MEMORY』
- 大友龍三郎 - ゲーム『機動戦士ガンダム U.C. ENGAGE』[9]
- 安元洋貴 - テレビアニメ『機動戦士Gundam GQuuuuuuX』[10]

## 評価
『愛と戦いのロボット 完全保存版』で発表されたアンケート「みんなで選ぶロボットアニメーションベスト100」では、「一番極悪な悪役・敵役は？」で第18位にランクインした。
2018年にgooランキングが実施したアンケート「ガンダム史上最悪の外道キャラランキング」では、『機動戦士ガンダムSEED』のキラ・ヤマト、『機動戦士ガンダム00』のアリー・アル・サーシェスに続く第3位となっている。